# Tomasz Aleksandrowicz
Tomasz Walerian Aleksandrowicz inna forma nazwiska: Alexandrowicz herbu własnego (ur. około 1732, zm. 29 września 1794 w Warszawie) – marszałek dworu króla, wojewoda podlaski w latach 1790–1794, kasztelan podlaski w latach 1779–1790, kasztelan wiski w latach 1775–1779,  szambelan Stanisława Augusta Poniatowskiego w 1764 roku, internuncjusz Rzeczypospolitej w Imperium Osmańskim w latach 1746–1766, polityk, tłumacz.

## Życiorys
Syn Marcina z przydomkiem rodowym Witold (chorąży bracławski), i Heleny z Bachmińskich, bratem Jana Alojzego. Wykształcenie odebrał w Akademii Rycerskiej w Lunéville. Już za czasów króla Augusta III miał dosłużyć się (według Seweryna Uruskiego) szarży pułkownika i funkcji szambelana królewskiego, a w roku 1764 wyróżniono go rosyjskim orderem Św. Anny. W roku 1765 został kawalerem Orderu Świętego Stanisława. W latach 1764–1766 został wyznaczony przez Senatus Consilium na posła Rzeczypospolitej do Turcji z tytułem internuncjusza. Miał skłonić Turcję do niemieszania się do spraw polskich i nastawić ją pozytywnie do Stanisława Poniatowskiego (uzyskać pozytywną notyfikację na elekcję królewską). Na wjazd delegacji na teren Turcji czekał na granicy do 7 marca roku 1766. Mimo iż jego pobyt trwał tylko 8 miesięcy (do listopada roku 1766), jeszcze w październiku założył w Stambule szkołę polską, z 4 młodzieńców dla uczenia się języków orientalnych ustanowioną (wkrótce został jej protektorem). Swoją wyprawę do Turcji opisał w nie wydanym diariuszu: "Uwagi nad teraźniejszym stanem Porty Ottomańskiej". Po powrocie Polski otrzymał urząd podkomorzego nadwornego. Od roku 1775 marszałek dworski (do śmierci w 1794) i kasztelan wiski (po Kazimierzu Karasiu). W tym samym roku otrzymał w postaci dzierżawy wieczystej, królewszczyznę Koszowatą w Kijowszczyźnie. Członek konfederacji Andrzeja Mokronowskiego w 1776 roku. W roku 1777 wykupił starostwo łosickie i ożenił się z Marcjanną Ledóchowską, wojewodzianką czernihowską (rozwód w roku 1792). W 1778 roku był członkiem Departamentu Sprawiedliwości Rady Nieustającej. W roku 1779 odznaczony Orderem Orła Białego,  mianowany kasztelanem, a w 1789 wojewodą podlaskim. W latach 1780–1784 był członkiem Rady Nieustającej (zasiadał w Departamencie Sprawiedliwości). Członek Departamentu Skarbowego Rady Nieustającej w 1783 roku. Jako marszałek dworu towarzyszył królowi w kilku podróżach (do: Wiśniowca w roku 1781, Nieświeża w 1785 i Kaniowa w 1787). Był członkiem konfederacji Sejmu Czteroletniego.  Podpisał Konstytucję 3 Maja, lecz nie należał do jej stronników. W roku 1792 nabył znaczne dobra na Podlasiu (Konstantynów). Członek konfederacji targowickiej. Na Sejmie Grodzieńskim roku 1793 przewodniczył Departamentowi i Komisji Wojskowej przywróconej Rady Nieustającej. Członek z Senatu Komisji Wojskowej Koronnej w 1793 roku.
Zmarł 29 września 1794 w Warszawie (w czasie insurekcji kościuszkowskiej).
Ojciec Stanisława Witolda Aleksandrowicza (1781-1826).

## Twórczość

### Diariusz
- Uwagi nad teraźniejszym stanem Porty Ottomańskiej, powst. 1766, niewydane (informacja: Polskie słownik biograficzny).

### Przekłady
- P. Corneille: Herakliusz. Tragedia z francuskiego na polski wytłomaczona. Jaśnie Wielmożnej Annie z Rzewuskich Humieckiej, miecznikowej koronnej... dedykowana, (Lwów) 1749, (w Przestrodze do czytelnika wykład teorii przekładania)
- Kleomira, albo igrzysko fortuny na cudownych szczęścia i nieszczęścia granicach fundowane, najprzód francuskim, potem angielskim językiem do druku przez pewną damę w roku 1449 podane, a na polski tłumaczone przez rzetelnego i prawdziwego podściwych Polaków syna, Warszawa 1754, (dedykowany Augustowi III i jego żonie, Marii Józefie; na s. 314-346: Tragedia Arselin i Kleomira; w tekście i przypisach uwagi teoretyczne o teatrze).

### Listy i materiały
- Do Stanisława Augusta, rękopisy Biblioteki Czartoryskich, sygn. 654, 699
- Akta poselstwa do Turcji, rękopisy Biblioteki Czartoryskich, sygn. 624-626
- Diariusz legacji JW. Imćpana Tomasza Aleksandrowicza, podkomorzego nadwornego i posła extraordynaryjnego do Porty Ottomańskiej, w r. 1766 odprawionej, rękopis Ossolineum, sygn. 1615/III.